# Frederick Marryat
Frederick Marryat (Westminster, Londres, Gran Bretaña, 10 de julio de 1792–Langham, Norfolk, Reino Unido, 9 de agosto de 1848) fue un marino y novelista inglés, contemporáneo y amigo de Charles Dickens, destacado por ser uno de los primeros autores de novelas sobre la vida marinera. Las escenas y experiencias por las que había pasado constituyeron la base y el fundamento de sus numerosas novelas, de las cuales la primera, Frank Mildmay, fue publicada en 1829, siendo seguida por otras más de treinta, entre las que destaca en particular su novela autobiográfica Mr. Midshipman Easy (El guardiamarina Easy, 1836).

## Vida

### Orígenes
Marryat, nacido en Great George Street, Westminster, de familia hugonote que había huido de Francia a finales del siglo XVI, era nieto de Thomas Marryat (médico, autor de La filosofía de los masones y escritor de poesías) y el segundo hijo de Joseph Marryat, de Wimbledon, miembro del Parlamento por Sandwich, presidente del Lloyd's y agente colonial de la isla de Granada, quien escribió panfletos en defensa de la trata de esclavos. Por parte de madre ―Charlotte, hija de Frederick Geyer, de Boston (Norteamérica)―, su origen era alemán.

### Formación y aprendizaje
Recibió su educación primaria en escuelas privadas, donde por su temperamento bullicioso entró en conflicto repetidamente con la imperfecta disciplina. Se escapó varias veces, siempre con la intención de hacerse a la mar, y por fin, en septiembre de 1806, su padre consiguió para él un puesto a bordo de la fragata «Impérieuse», comandada por Lord Cochrane (posteriormente décimo conde de Dundonald). Durante sus dos años y medio de servicio bajo las órdenes de Cochrane, el joven guardiamarina fue testigo de más de cincuenta acciones, y adquirió mucha experiencia de servicio en las costas de España en la primera etapa de la Guerra de la Independencia. El servicio de la «Impérieuse» bajo la dirección de Cochrane fue peculiarmente activo y brillante, no solo por sus episodios casi diarios de inutilización de buques de cabotaje o de corsarios, asaltando baterías y destruyendo estaciones telegráficas, sino también por la defensa del castillo de la Trinidad en noviembre de 1808, y por el ataque a la flota francesa en Aix Roads, en abril de 1809. La audacia y el juicio de su comandante eran rasgos que Marryat reproduciría posteriormente en el capitán Savage del «Diomede» en Peter Simple y en el capitán M. de The King's Own (Propiedad del rey). En junio, la «Impérieuse» navegó con la flota en la Expedición Walcheren, de la que, en octubre, Marryat quedó excluido por un fuerte ataque de fiebre. Antes de abandonar el buque había forjado una amistad que duraría toda la vida con Sir Charles Napier y Houston Stewart. El tiempo de Marryat a bordo de la «Impérieuse» incluyó acciones en la Gironda, el rescate de otro guardamarina que se había caído por la borda y la captura de numerosos barcos en la costa mediterránea de España.[cita requerida]

### Carrera naval
Antes de la paz general de 1815 ya había adquirido un amplio conocimiento de las condiciones de vida a bordo de un buque a las órdenes de varios comandantes. En 1810 sirvió en el «Centauro», buque insignia de Sir Samuel Hood, en el Mediterráneo, y de nuevo salvó a un compañero lanzándose al mar tras él.[cita requerida] Entonces viajó como pasajero a las Bermudas en el HMS «Atlas», y de allí a Halifax (Nueva Escocia) en la goleta «Chubb», para unirse a la fragata HMS «Æolus» (27 de abril de 1811).[cita requerida] En el transcurso del año 1811 estuvo en la «Æolus» en las Indias Occidentales y en la costa de Norteamérica. Posteriormente estuvo en el «Spartan», con el capitán E. P. Brenton, en la misma base, y, tras participar en la captura de varios barcos estadounidenses en la guerra anglo-estadounidense de 1812,[cita requerida] fue enviado de regreso en la balandra «Indian» en septiembre de 1812.
El 26 de diciembre de 1812 fue ascendido al rango de teniente, y en enero de 1813 era nuevamente enviado a las Indias Occidentales en la balandra «Espiegle». De esta fue forzosamente licenciado en abril, y aunque en 1814 regresó a las costas de Norteamérica como teniente del «Newcastle», y colaboró en la captura de varios buques mercantes y corsarios enemigos, su salud se resintió y regresó a casa en la primavera de 1815. El 13 de junio fue nombrado comandante. En junio de 1820 fue designado para la balandra «Beaver», que se desempeñó en la base de Santa Elena hasta la muerte de Napoleón, momento en que él fue trasladado al «Rosario» y enviado de vuelta a casa con los despachos. Aprovechó la oportunidad para hacer un bosquejo del cuerpo de Napoleón en su lecho de muerte, que más tarde se publicó como una litografía.[cita requerida] (Las habilidades artísticas de Marryat eran modestas, pero sus bosquejos de la vida a bordo de un barco, tanto en cubierta como bajo cubierta, tienen un considerable encanto que se sobrepone a su crudeza.)[cita requerida] El «Rosario» fue posteriormente empleado para la prevención del contrabando en el Canal, y quedaría fuera de servicio en febrero de 1822. En marzo de 1823 se hizo cargo del «Larne» para el servicio en las Indias Orientales, donde llegó a tiempo para tomar parte activa, como oficial mayor de la Marina en Rangún, en la primera guerra de Birmania, entre mayo y septiembre de 1824. Recibió un agradecimiento oficial por "su competente, valerosa y entusiasta cooperación" con las tropas. El deplorable estado de su nave le obligó a retirarse a Penang, pero a finales de diciembre estaba de vuelta en Rangún, y en febrero de 1825 estuvo al mando de una expedición por el río Bassein, ocupando Bassein y apoderándose de los polvorines birmanos. En abril de 1825 fue designado por el oficial mayor para el puesto de capitán del «Tees», un nombramiento confirmado posteriormente por el Almirantazgo con fecha 25 de julio de 1825. Regresó a Inglaterra en el «Tees» a comienzos de 1826, y el 26 de diciembre de 1826 fue nombrado Compañero de la Honorabilísima Orden del Baño (C.B.). En noviembre de 1828 fue destinado al «Ariadna», que él mismo comandó en servicio especial en el Atlántico, en las Azores o en Madeira hasta noviembre de 1830, cuando se retiró alegando "asuntos privados", convirtiéndose a partir de entonces en «equerry» del duque de Sussex.
Recibió con frecuencia menciones honoríficas por su comportamiento en la acción: se había ganado una distinción de C.B. por su conducta en Birmania; le había sido concedida en 1818 la medalla de oro de la Royal Humane Society por su heroísmo salvando vidas en el mar, además de poder certificar haber salvado a más de una docena de personas, saltando por la borda, poniendo a menudo en inminente y extremo peligro su propia vida. Los honores de Marryat no se limitaron a hazañas valerosas: también había sido elegido miembro de la Royal Society en 1819, principalmente en reconocimiento por su adaptación del sistema de señalización de Sir Home Popham a un código de la marina mercante (1817), que también le valdría algunos años más tarde (19 de junio de 1833) la condecoración de la Legión de Honor, otorgada por el rey de los franceses, "por los servicios prestados a la ciencia y la navegación".

### Vida personal
En enero de 1819, Marryat contrajo matrimonio con Catherine, segunda hija de Sir Stephen Shairp, de Houston (Linlithgowshire), cónsul general en Rusia durante muchos años.

### Últimos años
En 1836 vivió en el extranjero, principalmente en Bruselas, donde era muy popular, hablaba francés con fluidez e ideaba historias humorísticas. Visitó Canadá durante la revuelta de Papineau y los Estados Unidos en 1837, y dejó un despectivo reporte de las instituciones estadounidenses en un Diario publicado a su regreso a Inglaterra. Estaba en Norteamérica en 1837 cuando estalló la Rebelión del Bajo Canadá, y sirvió con las fuerzas británicas para reprimirla.[cita requerida] Después de su regreso de América, a comienzos de 1839, vivió mayormente en Londres y Wimbledon hasta 1843, cuando se estableció definitivamente en Langham Manor (Norfolk), una pequeña granja con vivienda de la que era propietario desde hacía trece años, produciendo una escasísima renta. Se entregó a costosos experimentos agrícolas, por lo que a pesar de su considerable patrimonio y de las grandes sumas que generó por sus novelas, en este período parece haber tenido un tanto limitados sus recursos, debido en parte a la ruina de sus propiedades en las Indias Occidentales, y en parte a su propia extravagancia y descuido.
El trabajo afectó a su salud, que nunca fue muy robusta. Imaginó que el cambio de ocupación y de lugar podría restablecerla, y en julio de 1847 se postuló para servir a bordo. La negativa del Almirantazgo a atender su solicitud lo exasperaba, y su enojo le provocó la rotura de un vaso sanguíneo en los pulmones. Durante seis meses estuvo gravemente enfermo, y apenas se había recuperado cuando la noticia de la muerte de su hijo mayor, Frederick, desaparecido a bordo del «Avenger» el 20 de diciembre de 1847, supuso para él un shock que resultaría fatal. Murió en Langham el 9 de agosto de 1848. Su hija publicó su Life and Letters (Vida y correspondencia) en 1872.
Christopher North era un admirador entusiasta de su carrera en la marina, de sus obras literarias y de su sociabilidad; mientras que Hogg situó su personaje de Peter Simple al mismo nivel que el de Parson Adams. Edgar Allan Poe encontraba las obras de Marryat "esencialmente mediocres" y sus ideas "propiedad común de la canalla".
Marryat tuvo cuatro hijos y siete hijas. Tres de sus hijos fallecieron antes que él; el menor, Frank, benévolamente conocido como autor de Borneo and the Indian Archipelago (Borneo y el archipiélago índico, 1848) y de Mountains and Molehills, or Recollections of a Burnt Journal (Montañas y topineras, o recuerdos de un diario quemado, 1855), murió de tisis a los veintinueve años de edad, en 1855. Una de las hijas, Mrs. Lean, logró cierta distinción como novelista usando su nombre de soltera, Florence Marryat.

## Obra

### Carrera literaria
Hasta entonces, Marryat había sido conocido como un oficial naval de buen oficio, insigne incluso con arreglo a sus oportunidades. Marryat volcó su madura experiencia y su irreprochable vivacidad a su obra cuando comenzó a escribir novelas. Mientras servía aún en el «Ariadna», escribió y publicó una novela, bajo el título de The Naval Officer, or Scenes and Adventures in the Life of Frank Mildmay (El oficial de la Marina, o escenas y aventuras de la vida de Frank Mildmay). Fue publicada en 1829, en 3 volúmenes, y por ella recibió un pago inmediato de 400 libras. La brillante y realista narración de aventuras navales, la mayor parte de las cuales había presenciado o experimentado, conquistó al público; el libro fue un éxito literario y comercial. Ya tenía escrita The King's Own (Propiedad del rey), que fue publicada en 1830. Las novelas del capitán de navío se ganaron de inmediato el favor del público. La frescura del nuevo campo que se abría a la imaginación ―tan lleno de luces y sombras, alegre diversión, agobiantes sufrimientos, emocionantes aventuras, acción heroica, afectuosas amistades, odios amargos― estaba en estimulante contraste con el mundo del narrador histórico y el novelista de moda, a los que la mente del común lector estaba entregada en aquella época. El debut literario de Marryat fue criticado con cierta dureza desde el punto de vista artístico, y se le acusó de satisfacer rencores personales mediante la introducción de personajes reales demasiado indisimulados; y como él atribuyó a Frank Mildmay algunas de sus propias aventuras, quedó bastante sorprendido al saber que los lectores lo identificaban con ese desagradable personaje. Propiedad del rey supuso una gran mejora, en lo referente a construcción, con respecto a Frank Mildmay; y, asentándose en su nueva profesión literaria, produjo con asombrosa rapidez una trepidante sucesión de historias: Newton Forster (1832), Peter Simple (1834), Jacob Faithful (1834), El pachá de innumerables cuentos (1835), Japhet en busca de un padre (1836), El guardiamarina Easy (1836), El pirata y los tres cúter (1836), hasta alcanzar su más alta cota de habilidad constructiva en El perro diabólico (1837).
Cuando, hacia finales de la década de 1830, la soltura con la que había producido novelas sobre la vida en el mar a un ritmo de dos o tres por año comenzó a fallar, encontró una nueva fuente de beneficios en sus populares libros infantiles. De hecho, sus mejores libros posteriores a la publicación de El perro diabólico son los escritos expresamente para niños. A ellos se dedicaría principalmente durante sus últimos ocho años. La serie se inició con Masterman Ready, o el naufragio del «Pacific» (1841), y continuó con Narración de los viajes y aventuras de Monsieur Violet en California, Sonora y el oeste de Texas (1843); Los colonos del Canadá (1844); La misión, o escenas de África (1845); Los chicos de New Forest (1847) y El pequeño salvaje, publicado después de su muerte, en 2 partes (1848-49).
Marryat poseía un don admirable para la narrativa lúcida y directa, y un fondo inagotable de episodios, y de humor, en ocasiones rayano en la farsa. De todos sus retratos de marineros aventureros, el Gentleman Chucks de Peter Simple y el Equality Jack de El guardiamarina Easy son los más famosos, pero creó otros muchos personajes que adquirieron categoría entre las figuras características de la ficción inglesa. Entre sus restantes obras destacan El buque fantasma (1839); Diario de América (1839); Olla podrida (1840), una colección de textos misceláneos; Poor Jack (1840); Joseph Rushbrook, o el cazador furtivo (1841); Percival Keene (1842); The Privateer's Man (El corsario) (1846); y Valerie, publicada tras su muerte, en 1849, e inconclusa. Sus novelas constituyen un importante vínculo entre Smollett y Fielding, y Charles Dickens.
La escritura de novelas no fue su única labor literaria. Entre 1832 y 1835 dirigió el Metropolitan Magazine y mantuvo una estrecha colaboración con dicho medio durante un año más. En él aparecieron por vez primera la mayoría de sus mejores novelas: Newton Forster, Peter Simple, Jacob Faithful, El guardiamarina Easy y Japhet, y aparte de éstas, numerosos artículos misceláneos, posteriormente recopilados bajo el título de Olla podrida (1840), así como otros que fueron publicados tras su muerte; y en dicha publicación aparecieron algunos de sus mejores relatos. Estando en Nueva York escribió una obra de teatro, The Ocean Waif, or Canal Outlaw, que llegó a representarse y ha sido olvidada. De su estancia en Norteamérica (1837-38) dio al mundo sus impresiones en forma de Diario de América, con observaciones sobre sus instituciones (1839, en 3 volúmenes).
Además de las obras ya mencionadas, Marryat fue autor de Sugerencias para la abolición del actual sistema de requisición en el Servicio Naval (1822), un panfleto que en su momento causó cierto revuelo en los círculos navales, y del cual se dijo que le valió la animadversión del duque de Clarence, posteriormente Guillermo IV, y que este se había sentido ofendido; aunque otras versiones describen a Guillermo, como rey, en términos de amistosa familiaridad tanto con Marryat como con su esposa.
Como escritor, Marryat ha sido juzgado de diversas formas, pero su posición como narrador está asegurada. Extrajo el material para sus historias de sus experiencias y conocimientos profesionales; por ejemplo, el terrible naufragio en Propiedad del rey es una versión adornada de la pérdida del «Droits de l'homme» [véase Edward Pellew, vizconde Exmouth], y Mr. Chucks todavía era conocido en persona por la generación posterior a Marryat. Como relato de aventuras navales, Frank Mildmay era manifiestamente autobiográfica, y no cabe la menor duda de que los contemporáneos de Marryat podrían haberle dado otros nombres al capitán Kearney, al capitán To o al teniente Oxbelly. Marryat ha hecho que sus marineros cobren vida, y ha dotado a sus episodios de una existencia real y absoluta. Es ahí, y en el jovial sentido del divertimiento y el humor que impregna todo el conjunto, donde reside el secreto de su éxito; porque sus tramas, a excepción tal vez de Propiedad del rey, resultan pobres. Según Lockhart, "en la tranquila efectividad de la narrativa circunstancial se acerca en ocasiones al viejo Defoe". Marryat es el príncipe de los narradores del mar; su conocimiento del mismo, su vigorosa definición de personajes y su humor campechano y honesto, si bien un tanto grosero, nunca dejan de complacer.
Las novelas de Marryat son propias de su época, con las preocupaciones por las conexiones familiares y el estatus social a menudo eclipsando la acción naval, pero son interesantes como el producto de ficción de los veinticinco años del autor de verdadera experiencia en el mar. Estas novelas, muy admiradas por Joseph Conrad y Ernest Hemingway, están entre las primeras novelas de aventura marineras. Fueron modelos para obras posteriores escritas por C. S. Forester y Patrick O'Brian que también se enmarcan en la época de Nelson y narran historias de jóvenes que van ascendiendo en el rango a través de sus éxitos como oficiales navales.[cita requerida]

### Obra pictórica
Marryat también publicó algunas caricaturas, tanto políticas como sociales, y otros esbozos con cierta enjundia. Una de aquellas ―Puzzled which to Choose, or the King of Timbuctoo offering one of his Daughters in Marriage to Captain (1818), resultado anticipado de la expedición a África― obtuvo una considerable popularidad y, según Mrs. Lean, influyó hasta cierto punto en su elección como Miembro de la Royal Society. The Adventures of Master Blockhead era, con la misma autoridad, una de sus más populares ilustraciones. Otras resultaron menos afortunadas, y alguna que otra ―presumiblemente no publicada/s― "bloqueó durante algunos meses su ascenso de teniente a comandante".

## Obras
- El Oficial de marina (The Naval Officer, or Scenes in the Life and Adventures of Frank Mildmay) (1829). En español puede consultarse una traducción casi completa en http://bdh-rd.bne.es/viewer.vm?id=0000147902&page=1 (Habana, 1844). La edición de Manuel Vallvé titulada Un caballero guardamarina es un triste reflejo del Mildmay original, mutilado y remendado.
- Propiedad del rey (The King's Own) (1830), editado en España por Abraxas, S.L., 2004 (traducción completa). ISBN 84-96196-15-1[8]
- Aventuras de Newton Forster (Newton Forster or, the Merchant Service) (1832). Editado en España por Abraxas, S.L. en 2003 (traducción completa). ISBN 84-95536-83-8.
- Pedro Simple (Peter Simple) (1834). Esta es la obra de Marryat más editada en España, con frecuencia en versiones mutiladas o abreviadas, muchas de ellas con el título De grumete a almirante. Es completa la traducción al castellano de F. Cabañas Ventura, Pedro Simple, La Nación, Buenos Aires, 1914 (2 tomos). Las dos últimas ediciones son las de Yerico, S.A., 1990. ISBN 84-7889-078-5 y M. E. Editores, S.L. ISBN 84-495-0119-9.
- Jacob Faithful (1834)
- The Pacha of Many Tales (1835)
- Mr Midshipman Easy (1836)
- Japhet, in Search of a Father (1836)
- The Pirate (1836)
- The Three Cutters (1836)
- Snarleyyow, or the Dog Fiend (1837). Traducido como El perro diabólico, La Nación, 1915; Valdemar, 2002 (traducción completa), ISBN 84-7702-378-6; o como El perro endemoniado, Grupo Editorial Marte, 1987, ISBN 84-7748-011-7; Yerico, S.A., 1990, ISBN 84-7889-084-X.
- Rattling the Reefer (con Edward Howard) (1838)
- El buque fantasma (The Phantom Ship) (1839), narra la leyenda del "Holandés errante", que sirvió de inspiración al libreto de la ópera de Richard Wagner El Holándés errante. De esta obra ha habido varias ediciones en España, las dos últimas: El buque fantasma, M. E. Editores, S.L., 1994, ISBN 84-495-0104-0 y Abraxas, S.L., 2002. ISBN 84-95536-65-X.
- Diary in America (1839)
- Olla podrida (1840)
- Poor Jack (1840)
- Masterman Ready, or the Wreck in the Pacific (1841)
- Joseph Rushbrook, or the Poacher (1841)
- Percival Keene (1842)
- Monsieur Violet (1843)
- Settlers in Canada (1844)
- The Mission, or Scenes in Africa (1845)
- The Privateersman, or One Hundred Years Ago (1846)
- The Children of the New Forest (1847). Esta obra ha sido traducida como Los chicos de New Forest por Ediciones Palabra, S.A., 2001. ISBN 84-8239-448-7; pero normalmente se la conoce como Los cautivos del bosque, así en la edición de la colección Austral, Buenos Aires, 1950 (traducción completa) y en la de Editorial Vision Net, 2002. ISBN 84-9770-122-4.
- The Little Savage (póstuma, 1848)
- Valerie (póstuma, 1848)